# 新川広域圏
新川広域圏（にいかわこういきけん）は、富山県東部（呉東）の新川地方を中心とする、市町村を超えた広域地域である。

## 概要
主に、新川地区の魚津市、黒部市、下新川郡入善町・朝日町の4市町のことを指すが、滑川市、中新川郡上市町・立山町・舟橋村を入れる場合もある。旧新川郡のうち、富山市に編入された地域を入れることは少ない。同広域圏の範囲は、歴史的な背景により魚津市を境に呉東が大きく2つの文化に分かれることに由来する。そのため、圏内の政治や経済の結びつきが比較的大きい。